# پیترو پوورو
پیترو پوورو (انگلیسی: Pietro Povero; ۲۳ ژوئن ۱۸۹۹ – ۲ اوت ۱۹۶۷) بازیکن فوتبال اهل ایتالیا بود.
از باشگاه‌هایی که در آن بازی کرده‌است می‌توان به باشگاه فوتبال اینتر میلان، باشگاه فوتبال مودنا، باشگاه فوتبال آلساندریا، باشگاه فوتبال آسکولی، باشگاه فوتبال تریستیانا، باشگاه فوتبال رجانا، و باشگاه فوتبال اسپال اشاره کرد.